# Maison des Comitopouloï
 (juillet 2024).
Si vous disposez d'ouvrages ou d'articles de référence ou si vous connaissez des sites web de qualité traitant du thème abordé ici, merci de compléter l'article en donnant les références utiles à sa vérifiabilité et en les liant à la section « Notes et références ».
La Maison des Comitopouloï (en bulgare : Династия на комитопулите ; en grec byzantin : Κομητόπουλοι), fut la dernière à régner sur le Premier Empire bulgare avant sa conquête par l’empereur byzantin Basile II en 1018.
Après avoir fait prisonnier le tsar Boris II et l’avoir amené prisonnier à Constantinople en 971, Jean Tzimiscès avait rattaché le territoire bulgare de Thrace à l’empire byzantin. Ceci ne comprenait pas toutefois la partie occidentale de la Bulgarie (Macédoine). Cette partie du pays demeura donc sous la gouverne de la noblesse locale où un comte (en grec « komes », d’où le surnom de la famille) du nom de Nicolas, de la région de Sredetz (Sofia), commença à repousser ses frontières. À sa mort, ce qui était progressivement devenu un immense territoire fut divisé entre ses quatre fils : David, Aaron, Moïse et Samuel. Ceux-ci étaient connus collectivement comme les « cometopouloï » ou « fils du comte ».
Toutefois, les trois premiers ayant péri l’un après l’autre, il incomba au plus jeune, Samuel, de prendre la tête de la résistance contre les Byzantins. Progressivement, celui-ci ajouta aux terres ancestrales l’ensemble de la Macédoine, la Bulgarie de Boris II, la Thessalie, l’Épire, Dyrrachium et la majeure partie de l’Albanie. En 997, à la mort du souverain bulgare légitime, Roman, il se fit couronner tsar de Bulgarie. Son triomphe fut toutefois de courte durée et, en 1014, l’empereur byzantin Basile II défit l’armée bulgare près du fleuve Strymon, faisant aveugler les 14 000 survivants bulgares. Lorsqu’il vit arriver les restes de son armée à Prilep où il s’était réfugié, Samuel eut une crise d’apoplexie et mourut deux jours plus tard.
Ce qui restait de l’empire de Samuel passa à son fils Gabriel Radomir qui ne put résister à l’avance de Basile II. En 1018, ce dernier s’empara d’Ohrid, annexa la Bulgarie à l’empire byzantin et déporta la famille régnante bulgare à Constantinople.
Vingt ans plus tard, en 1040,le fils de Gabriel Radomir, Pierre II Deljan tenta s son tour de se révolter, mais il fut trahi par son cousin et général en chef, Alusian (Alousianos), qui le fit aveugler et le livra en 1041 à l’empereur byzantin Michel IV.

## Contexte
En 965, si l’on en croit différentes sources, des ambassadeurs bulgares se présentèrent à la cour de Nicéphore Phocas (règne 963-969), alors empereur byzantin, pour réclamer le tribut que payait Byzance depuis le traité de 927. Furieux de cette « insolence », l’empereur, fit fouetter les ambassadeurs avant de les renvoyer les mains vides. Occupé par des révoltes en Asie mineure, il se contenta de raser quelques forteresses à la frontière entre les deux pays avant d’inviter les Russes à régler ses comptes avec la Bulgarie,.
Les Russes, sous la conduite du prince Sviatoslav, s’empressèrent de répondre à l’appel, non pour conduire des razzias comme l’espérait l’empereur byzantin, mais pour établir leur autorité sur le Danube. En deux expéditions (968 et 969) ils se rendirent maitres de la Bulgarie. Boris, le fils ainé du tsar Pierre Ier, se rendit alors à Constantinople pour y négocier un traité de paix, mais dut retourner dans son pays après que son père, à la suite d'une crise d’épilepsie, a dû abdiquer et se retirer dans un monastère. Immédiatement couronné, il devint le souverain d’un pays divisé, Sviatoslav occupant toujours le nord-est du pays où il s’installa à Perejaslavec, comptant y déménager sa capitale,,.
Conscient de sa faiblesse, Boris envoya des émissaires à Constantinople en 968 pour solliciter la paix. Mais l’année suivante, Nicéphore Phocas fut assassiné par le général Jean Tzimiscès (règne 969-976) qui s’empara du pouvoir et somma Sviatoslav de retourner en Russie comme le prévoyait l’entente originelle. Sviatoslav, qui entretemps semble s’être entendu avec Boris, répondit que si les Byzantins désiraient la paix, ils devaient se retirer en Anatolie, lui laissant Constantinople. Poussant ses conquêtes, il s’empara de Preslav, la capitale bulgare et continua vers le sud à travers la Thrace où il rencontra les armées byzantines à Arcadiopolis (aujourd’hui Lüleburgaz en Turquie) située à une courte distance au nord-ouest de Constantinople,,.
Cette bataille marqua le point tournant du conflit. À partir de ce moment, Tzimiscès prit l’initiative et, en quatre mois, conquit tout l’est de la Bulgarie. Les Russes, maintenant alliés aux Bulgares, opposèrent une farouche résistance, mais furent vaincus et Boris fait prisonnier. Peu après, les Russes furent vaincus à Silistra (aujourd’hui à la frontière entre la Roumanie et la Bulgarie) et durent conclure un traité de paix leur permettant de rentrer chez eux après avoir promis de ne plus attaquer la Bulgarie ; sur le chemin du retour, Sviatoslav devait être fait prisonnier par les Petchénègues que les Byzantins avaient entretemps appelés à l’aide contre les Russes et assassiné,,,.
Tzimiscès retourna à Constantinople y amenant Boris et ce qui restait de la famille impériale. Bon nombre de nobles furent déportés avec leurs familles les uns à Constantinople où ils reçurent des fonctions dans l’administration, les autres en Anatolie où des terres leur furent concédées. Il convertit la Bulgarie en six thèmes, regroupés sous deux ducs, ceux d’Andrinople et de Thessalonique. Tzimiscès abolit également le patriarcat bulgare et mit l’Église sous l’autorité du patriarche de Constantinople. Pour la première fois depuis la fin du VIIe siècle, la frontière de l’empire byzantin retournait sur les bords du Danube et l’empire bulgare disparaissait de la carte. Il est important toutefois de noter que les conquêtes effectives de Tzimiscès en 971 (de même celles de Sviatoslav précédemment) n’impliquaient que le nord-est du pays (environ le tiers du territoire) le long de la mer Noire. Toutes les batailles (Silistria, Perejaslavec, Preslav, Arcadiopolis, Philippopolis), s’étaient déroulées dans cette partie du pays ; à aucun moment la région macédonienne de la Bulgarie ne fut occupée ni par les Russes ni par les Byzantins même si les uns et les autres pouvaient prétendre s’être appropriés l’ensemble de l’ancien territoire bulgare,,.

## Samuel ressuscite la Bulgarie et part en guerre contre Byzance

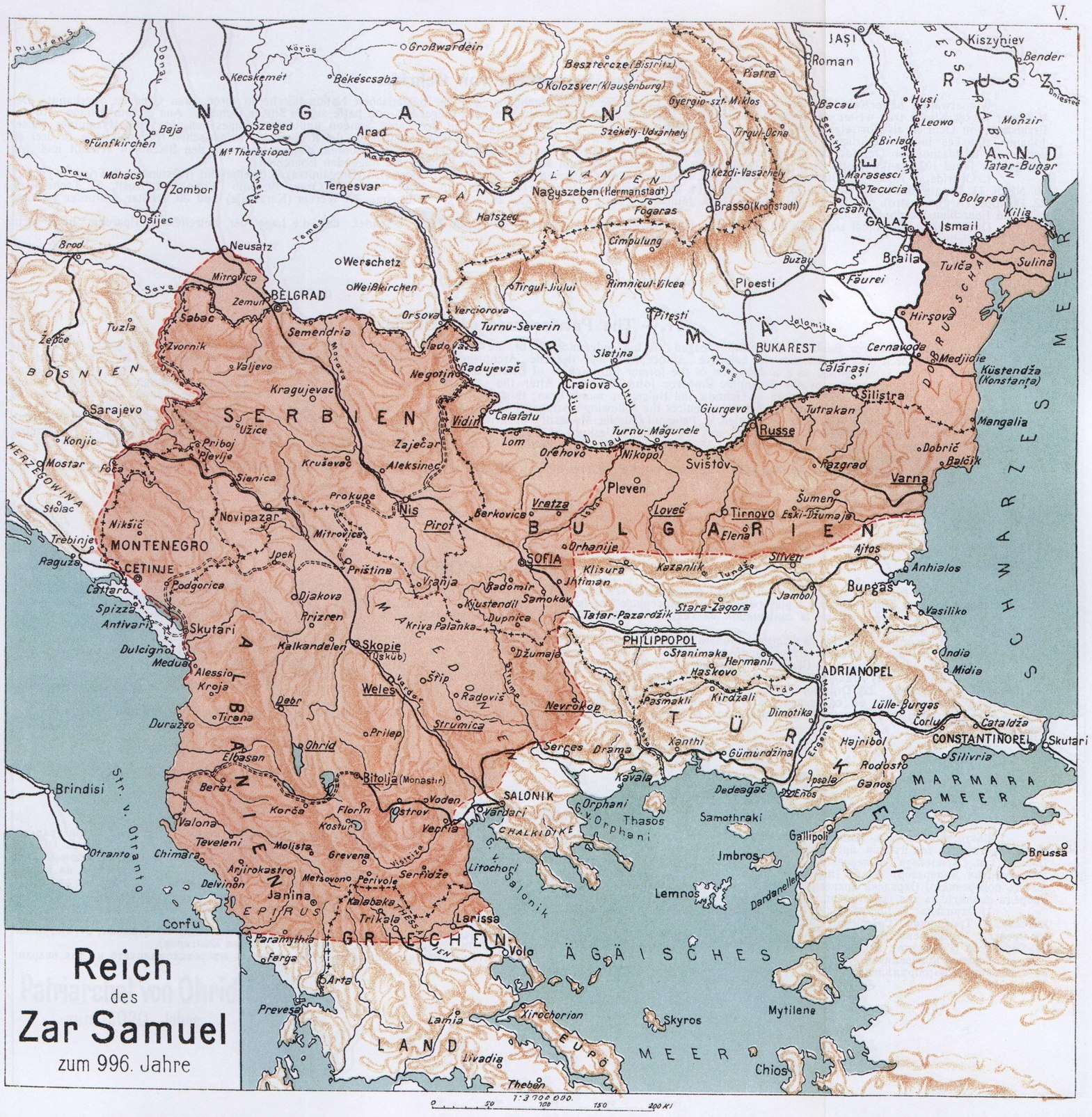
La Bulgarie sous les Cometopouloï, vers 1000

Lors de son retour au pays, Boris ne fit aucune tentative pour établir son autorité sur la Macédoine pas plus que les Macédoniens n’avaient fait quoi que ce soit pour l’aider précédemment. Pour sa part, Tzimiscès, après sa victoire sur Sviatoslav, se hâta de reprendre la guerre contre les Arabes et ne tenta pas non plus d’établir son autorité sur cette région de collines et vallées isolées de la Bulgarie même s’il en était théoriquement le nouveau souverain. En pratique, le territoire était autonome et dirigé par la noblesse locale ,.
Au sein de cette noblesse, la famille d’un comte, appelé Nicolas, prit graduellement de l’importance. On ignore le nom de famille précis de cette dynastie. Le terme « Cometopouloï » est un surnom utilisé par les historiens byzantins pour s’y référer parce que le comte Nicolas était un komes (« gouverneur » ; en grec byzantin κóμης, en bulgare Комита [Komita]), vraisemblablement dans la région de Sredetz (nom bulgare transformé par les Byzantins en Sardica ou Serdica, aujourd’hui Sofia). Selon certaines sources, la famille serait d’origine arménienne, mais on ignore quand elle avait immigré en Bulgarie. En 969, après la conquête byzantino-russe de la Bulgarie orientale, le comte Nicolas ajouta à son propre comté s’étendant d’Ohrid à Sardica d’autres territoires à l’ouest de la rivière Iskar et du fleuve Strymon. Il devait toutefois mourir peu après et on sait seulement qu’au moment de la conquête byzantine de Preslav son empire avait déjà été divisé entre ses quatre fils, David, Aaron, Moïse et Samuel. David aurait assuré la défense de la Bulgarie du sud-ouest avec résidence à Prespa, Moïse celle de la Bulgarie du sud-est avec résidence à Strumica, alors qu’Aaron gouvernait la région de Sredetz et Samuel celle de la Bulgarie du nord avec résidence à Bdin (Vidin). Aucun d’eux ne portant de titre indiquant une préséance sur les autres, ils furent conjointement appelés par les historiens byzantins « cometopouloï » ou « fils du comte »,,.
Un peu plus tard la même année, Boris II déchu et son frère Roman retournèrent en Bulgarie, soit qu’ils aient pu réussir à fuir Constantinople, soit qu’ils aient été relâchés par les Byzantins qui espéraient qu’une guerre civile entre les deux frères et l’État naissant de Samuel à l’ouest leur permettrait de reprendre le contrôle effectif de l’ensemble du pays. Toutefois, Boris II devait périr alors qu’il atteignait la frontière, tué par mégarde par un garde-frontière. Roman lui succéda et fut proclamé tsar de Bulgarie, alors que Samuel, profitant du climat d’instabilité occasionné par la mort de Jean Tzimiscès et son remplacement par Basile II (règne effectif 976-1025), commença à repousser les frontières de son propre territoire,,.
Il fallut un certain temps avant que les Byzantins ne se rendent compte du danger. Situé dans le nord-est des Balkans, l’empire de Siméon avait représenté une menace pour Constantinople en raison des invasions toujours possibles à travers la Thrace ; celui de Samuel, loin de Constantinople et plutôt axé vers l’Adriatique à l’ouest et la Grèce au sud, ne représentait pas un danger aussi imminent.

## Expansion de l’empire de Samuel et couronnement en 997[N 4]
Établi d’abord, sur une ile du lac Prespa où il construisit une énorme cathédrale et un palais, et plus tard, à Ohrid, Samuel semble avoir eu pour but non de s’emparer du trône impérial de Byzance, mais de se rendre maitre de l’ensemble des territoires s’étendant de Thessalonique à Dyrrachium (aussi appelé Durazzo, aujourd’hui Durrës en Albanie), le long de l’antique Voie Egnatia où il déporta nombre de prisonniers byzantins et arméniens dès la capture de Larissa ; il créa également un nouveau patriarcat avec siège à Ohrid à la tête duquel il mit l’ancien patriarche Damien qui avait fui Preslav devant l’avance de Tzimitzès ,.
Samuel semble avoir commencé sa politique d’expansion dès la mort de Tzimiscès en 976. Après s’être emparé des thèmes de Ras et de Moravie, il lança des raids en Thessalie en 980, s’emparant de Larissa en 986. C’est au cours d’une attaque infructueuse contre Serrès que mourut son frère, Moïse,.
La même année, Basile II, ayant réussi à mâter ses provinces orientales d’Asie mineure, put se tourner vers les Balkans. Il s’attaqua d’abord à Sardica, fief d’Aaron, frère de Samuel. Il fit d’abord miroiter la possibilité d’une entente matrimoniale avec sa sœur. Une fois arrivée, la jeune promise se révéla ne pas être une princesse. Furieux, Aaron rejeta les propositions de Basile et appela Samuel à son secours. Les deux frères réussirent à mettre en déroute l’armée de Basile lors de la bataille des Portes de Trajan en 986. Mais, furieux de constater que son frère était disposé à comploter avec les Byzantins contre lui, Samuel fit assassiner Aaron et sa famille,,,.
Après avoir disposé d’Aaron et de Basile II, Samuel se dirigea d’abord vers Thessalonique avant de s’attaquer à la Thessalie et au Péloponnèse. Entre 986 et 997, Samuel réussit à étendre ses possessions à la Macédoine, à la Bulgarie, à la Thessalie, à l’Épire, à Dyrrachium et pratiquement à l’ensemble de l’Albanie. C’est alors qu’il décida de se faire couronner tsar ; on ignore pourquoi il attendit jusque-là, certaines sources affirmant qu’il aurait pris la décision à la mort du souverain légitime, Roman ,,.
Une fois Dyrrachium conquise et y ayant installé son beau-frère Ashot comme gouverneur, Samuel se tourna vers Dioclée qui, depuis la désintégration de la Serbie, avait considérablement accru son importance, annexant les territoires de Zahumlje et Trebinje. Ne pouvant quitter l’Anatolie, Basile était pour sa part entré en relations avec le prince Jean (ou Ivan) Vladimir. Mais celui-ci fut défait par Samuel qui conquit à la fois Dioclée et Raška, faisant Jean prisonnier puis le relâchant et le rétablissant dans son ancien domaine à titre de vassal,.
À la fin du siècle, l’État de Samuel s’étendait donc sur l’ensemble de l’ancien empire bulgare, de la mer Noire à l’Adriatique, en plus de la Serbie jusqu’à la Save inférieure, de l’Albanie, de la Macédoine du sud, de la Thessalie et de l’Épire,. En plus de ces territoires qu’il gouvernait directement, Samuel était maintenant le suzerain des dirigeants de la Dioclée, Raška (la Serbie), Trebinje, Zahumlje et d’une bonne partie de la Bosnie.

## La controffensive de Basile II (1001-1018)

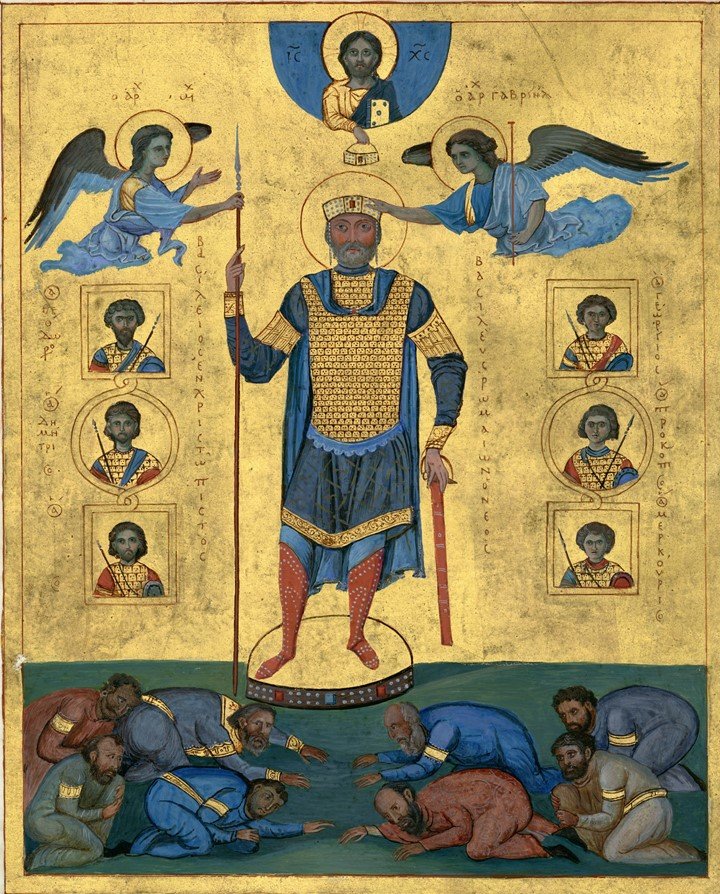
Basile II, Miniature du Psautier de Basile II, vers 1018.

Ayant maté la révolte de Bardas Phocas le Jeune et Bardas Skléros en Anatolie, Basile II put tourner ses efforts vers la Bulgarie au tournant du millénaire. Conduisant l’armée en personne, Basile mena une série de campagnes s’étendant quelques fois sur les douze mois de l’année, chose rare à l’époque, destinées à prendre Samuel en tenailles par la conquête de deux régions qui permettaient de dominer le nord de la péninsule des Balkans : la plaine située entre la chaine du Grand Balkan et le Danube ainsi que les hautes terres de Macédoine. Après avoir repris Sardica, il envoya son armée reprendre les territoires du nord-est, y compris l’ancienne capitale, Preslav. Ensuite, partant de Sardica, il se dirigea vers le sud traversant la Macédoine et s’emparant de la Thessalie. Il remonta ensuite vers le nord où il put reprendre Vidin après un siège de huit mois,.
Puis, suivant le fleuve Vardar, il mit le siège devant Skopje. Durant la bataille qui s’ensuivit, les armées byzantines furent victorieuses, mais Samuel lui-même réussit à s’enfuir. Selon le chroniqueur Skylitzès, c’est à ce moment que Roman, frère et successeur de Boris II, aurait été capturé et bien traité par Basile qui fit de lui le gouverneur du thème d’Abydos, poste frontalier lucratif par ses douanes,,.
Fin 1004, Basile avait reconquis près de la moitié du territoire de Samuel et tenait la Macédoine en tenailles au nord par le Danube, au sud par la Thessalie. Il lui restait à reprendre Dyrrachium, ce qu’il fit grâce à la trahison d’Ashot en 1005. Après une accalmie au cours de laquelle Basile semble avoir espéré que Samuel accepterait de garder ses territoires tout en se reconnaissant son vassal, la campagne reprit en 1012 pour se poursuivre jusqu’en 1014 lorsque Basile réussit à encercler l’armée bulgare près du fleuve Strymon. Encore une fois, Samuel réussit à s’échapper et à gagner Prilep. C’est alors que se situe le fameux épisode qui devait confirmer le surnom de Basile, le « Bulgaroktonos (tueur de Bulgares) ». Après avoir capturé les quelque 14 000 soldats de Samuel, Basile les fit tous aveugler, ne laissant qu’un œil à un soldat sur cent pour que celui-ci puisse guider ses camarades. Lorsque les malheureux réussirent à rejoindre Prilep, Samuel fit une crise d’apoplexie dont il devait mourir deux jours plus tard, le 6 octobre 1014,,,.
Ce qui restait de l’empire de Samuel passa alors à son fils, Gabriel Radomir, courageux et entreprenant, mais n’ayant pas l’habileté politique de son père. L’avance byzantine était alors devenue impossible à arrêter ; l’un après l’autre les commandants des diverses places fortes se rendirent et l’année suivante (1015), Gabriel Radomir, qui avait entretemps offert de se reconnaitre vassal de Basile, fut assassiné par son cousin Jean Vladislav (le fils d’Aaron, frère de Samuel que ce dernier avait fait assassiner) qui le remplaça sur le trône,.
Jean Vladislav se révéla un solide adversaire et malgré un siège de quatre-vingt-huit jours, Basile ne put reprendre Pernik. Le siège de Kastoria au printemps ou à l’été 1017 fut un échec, de même que la bataille livrée en février 1018 devant les murs de Dyrrachium où Jean Vladislav fut tué. L’empereur était entretemps rentré à Constantinople au début de l’hiver ; changeant de stratégie, Basile II se dirigea l’été suivant vers Andrinople. Cette fois, la chance lui sourit : Pernik lui ouvrit ses portes de même que l’ensemble des forts le long de la Via Egnatia.
Arrivé à Strumitsa, il rencontra le patriarche bulgare, David, qui lui annonça que la veuve de Samuel était prête à capituler. Alors que Basile ne cherchait vraisemblablement qu’à devenir le suzerain d’une Bulgarie qui aurait conservé son autonomie, la veuve de Samuel et ses enfants lui en offrirent la pleine possession,,. Basile annexa simplement la Bulgarie qu’il divisa en trois thèmes, distribua le trésor de Samuel à ses troupes et ramena la famille de l’ancien tsar à Constantinople tout en déportant une partie de la haute noblesse en Anatolie. Mais l’ainé des fils de Jean Vladislav, Presijan II et deux de ses frères, Aaron et Alousian, réussirent à se rallier une partie de la noblesse et à se réfugier au mont Tomorr (aujourd’hui en Albanie). Ceux-ci durent bientôt se rendre et, amenés à Constantinople, furent bien traités par Basile II qui accorda à Presijan le titre de magistros et à ses frères celui de patrices, Aaron devenant gouverneur militaire de Vaspurakan. Presijan sera plus tard nommé stratège du grand thème des « Bucellaires ». Mais impliqué à deux reprises dans des complots, il sera finalement envoyé dans un monastère et aveuglé en 1030/1031.

## L’administration de la Bulgarie après la conquête

La division de la Bulgarie en thèmes vers 1045.

Autant Basile s’était montré impitoyable dans la guerre, autant, considérant probablement que ces contrées étaient trop éloignées pour être administrées directement, il se montra généreux dans l’organisation de ses nouveaux territoires, mettant des Byzantins au sommet de l’organisation gouvernementale, mais préférant laisser à la partie de l’ancienne noblesse qui n’avait pas été déportée le soin de diriger les affaires locales. Ainsi, il permit à ses nouveaux sujets d’acquitter leurs impôts en nature plutôt qu’en espèces comme la chose se faisait ailleurs dans l’empire,,.
Le centre de l’ancien empire de Samuel fut ainsi divisé en trois thèmes : la Bulgarie (capitale Skopje), Sirmium (capitale dans la ville du même nom) et Paristrion (capitale Silistria). Les anciens thèmes qui avaient été annexés par Samuel furent rétablis : Macédoine, Strymon, Nikopolis, Helladikoi, Dalmatie et duchés spéciaux de Thessalonique et Dyrrachium. Les territoires de Raška, Bosnie, Zahumlje, Croatie et Dioclée demeurèrent gouvernés par des souverains reconnaissant la suzeraineté du basileus. À la tête des trois thèmes, Basile plaça des généraux et administrateurs byzantins nommés par lui. Mais au niveau local, Basile préféra s’appuyer sur la moyenne aristocratie qui put rester sur ses terres, conservant ses privilèges et jouant un rôle important dans l’administration,.
Basile s’appuya également sur l’Église pour assurer l’administration du pays plutôt que de se fier à une occupation militaire. Si elle perdit son rang de patriarcat, l’Église bulgare demeura autocéphale. De plus, Basile choisit comme nouvel archevêque un ancien moine bulgare du nom de Jean, lequel ne fut pas placé sous l’autorité du patriarche de Constantinople, mais directement sous l’empereur qui se réserva le droit de nommer ses successeurs. De plus, le nouvel archevêque put garder tous ses suffragants, lesquels ne furent pas remplacés par des Slaves. Ceci lui permit d’assurer son autorité sur les Églises des peuples slaves du sud et de leur donner une certaine importance, leur archevêque jouissant d’un rang nettement supérieur aux autres archevêques soumis au patriarche de Constantinople,.
Les successeurs de Basile II ne firent pas preuve du même doigté. Non seulement décidèrent-ils d’obliger les Bulgares à payer leurs impôts en espèces, mais, à la mort de l’archevêque Jean en 1037, nommèrent-ils un Grec, le chartophylax de Sainte-Sophie Léon, pour le remplacer. En 1040, Pierre II Deljan, qui se disait fils de Gabriel Radomir, tenta de ressusciter l’indépendance de la Bulgarie aidé par Alousian, fils de Jean Vladislav qui vivait en semi-captivité à Constantinople. Ayant organisé la résistance à partir de Belgrade, ils réussirent à prendre Niš, Skoplje, Dyrrachium, Nicopolis et Serdica, s’avançant en Thessalie jusqu’à Demetrias (Volos). Malgré les crises d’épilepsie de plus en plus fréquente et l’hydropisie qui gonflaient ses membres, Michel IV lança une contre-offensive. Mais ce fut la discorde régnant entre Pierre et Alousian qui devait mettre un terme à la révolte. Alousian tendit une embuscade à Pierre et le livra à Michel IV, lequel devait s’éteindre en décembre 1041,,.
Les années de gouvernement erratique à Constantinople qui s’étendront de 1025 à 1081 (prise du pouvoir par Alexis Ier) permettront aux peuples slaves de reprendre force et courage. En 1072, Constantin Bodin, le fils du prince Michel de Zêta (auparavant la Dioclée), sera proclamé tsar à Prizren ; la Croatie retrouvera son indépendance en 1076. En 1185, la révolte de trois frères valaques, Asên, Jean et Pierre (Théodore), devait jeter les bases du Second Empire bulgare,,.

## Filiation
- Nicolas, (v.905 - 976), comte de Macédoine;
  - David, (v.925 - 976);
  - Moïse, (v.927 - 976/86);
  - Aaron, (v.929 - 14/6/976);
    - Ivan Vladislav, (v.970/5 - 2/1018), Caesar de Bulgarie en 1015;
      - Pressiyan II, (997 - 1061?);
      - Froushin, (v.998 - ?), moine;
      - Alousianos, (v.1000 - ap.1068), magistros;
        - Basile Alousianos, (v.1025 - ap.1071), duc d'Edesse;
        - Samuel Alousianos, (v.1030 - ap.1068), duc d'Edesse;
          - Constantin Alousianos, (v.1050 - ?), vestarquos

        - (Anne), épouse de Romain IV Diogène;

      - Aaron, (v.1002 - ap.v.1059), protoproedros;
        - Theodore Aaronios, (v.1025 - 1055), gouverneur de Taron;
        - Radomir, (v.1030 - ap.1091/7), duc;
          - N Aaron, (v.1065 - ap.1107);
          - Theodoros Aaron, (v.1070 - ap.1107);

      - Trayan, (V.1004 - 19/5/1038);
        - Marie, (v.1035 - ap.1081), épouse d'Andronic Doukas;

      - Rodomir;
      - Climen;
      - Catherine, (v.1005/10 - 1063), épouse de Isaac Ier;
      - Ne, épouse de Romain Kourkouas;

  - Samuel, (v.935 - 6/10/1014), Caesar de Bulgarie en 997;
    - Gabriel Radomir, (v.955 - 1015), Caesar de Bulgarie en 1014;
      - ? Pierre Deljan, (v.1001 - 1041);

    - Katun Anastazya, (v.972 - ?), épouse de Vazul;
    - Theodora Kosara
    - Miroslava, (v.975 - v.1000), épouse de Achot Taronitès;
    - Gavril Radomir

Après l’intégration de la Bulgarie dans l’Empire byzantin, nombreux furent les descendants de Samuel à occuper des positions importantes après avoir été déportés en Asie mineure et en Arménie où on leur donna des terres. L’une de ses petites-filles, Catherine, devint impératrice de Byzance. Un autre petit-fils, Pierre II Deljan tenta de restaurer l’Empire bulgare après une révolution en 1040-1041. Deux autres membres de la dynastie devinrent impératrices byzantines, alors que divers aristocrates servirent dans l’armée comme strategos ou devinrent gouverneurs de diverses provinces. Par sa grand-mère maternelle, Marie de Bulgarie, l’empereur Jean II descendait du tsar Ivan Vladislav.